# Ana Paula Russo
Ana Paula Russo (Beja, 1959) é uma cantora lírica soprano, locutora de rádio, e professora portuguesa.

## Biografia
Ana Paula Russo nasceu na cidade de Beja em 1959. 
Completou o Curso Superior de Canto no Conservatório Nacional e licenciou-se em canto pela Escola Superior de Música de Lisboa, onde obteve ainda o grau de Mestre em Canto - Performance e ensino do canto com classificação máxima. Estudou em Lisboa e Lucerna com Elisabeth Grümmer e H. Diez. Trabalhou ainda com Gino Becchi, C. Thiolass, Regine Resnick e Marimi del Pozo. 
A sua carreira tem tido um destaque especial no âmbito da ópera e da música cênica podendo ser referida nos papéis de: "Oscar" em Um Baile de Máscaras de Verdi , "Marie" em A Filha do Regimento de Gaetano Donizetti, "Ninette" em O Amor das Três Laranjas de Prokofiev, "Musetta" em La Bohème de Puccini, "Adele" em O Morcego, de Johann Strauss Jr., "Clorinda" em La Cenerentola de Rossini, "Condessa Ernesta" em As Damas trocadas de Marcos Portugal, "Hanna" em A Viúva Alegre de Franz Lehar, "Najade" em Ariadne auf Naxos de R. Strauss", "Cunegunde" na Candide de Bernstein, "Vespetta" em Pimpinone de Telemann, "Eurydice" em Orfeu nos Infernos de Offenbach e "Roussignol" na ópera homónima de Stravinsky. 
Participou ainda no "English Cat" de Hans Werner Henze e "Albert Herring" de Benjamin Britten, entre muitos outros, e foi escolhida para desempenhar um dos papéis principais da ópera White Raven (O Corvo Branco) de Philip Glass, levada à cena na Expo '98 e no Teatro Real de Madrid e, em julho de 2001, no Teatro do Estado de Nova Iorque (Lincoln Center - Nova Iorque). Em estreias mundiais, foi soprano solista nas óperas "Cânticos para a remissão da Fome" de António Chagas Rosa, "Os Dias Levantados", de António Pinho Vargas, "O Corvo Branco" de Philip Glass, "Evil Machines" de Luís Tinoco e "A Rainha Louca" de Alexandre Delgado.
Foi colaboradora do programa o "Despertar dos Músicos", "Acordar a Dois", "Amanhecer" e "Noite de Ópera" da  Antena 2. Como a autora foi responsável pelo programa "Cantabile" e atualmente pelo "EmCanto". 
Na sua atividade docente, orientou a classe de Canto na Juventude Musical Portuguesa, na Escola de Música de Linda-a-Velha e na Academia de Música de Almada, onde ainda lecciona. Em 1994 orientou um Curso de Canto na Escola de Música de Santarém. Exerce, presentemente, funções de professora de Canto da Escola de Música do Conservatório Nacional de Lisboa.